# Bokförlaget Trevi
Bokförlaget Trevi var ett svenskt bokförlag, grundat 1971 av Adam Helms och Solveig Nellinge, sålt till Bonniers 1980 och fusionerat med Forum 1997. Trevi utgav bland annat verk av författarna Marie Cardinal, Doris Lessing, Toni Morrison, Anaïs Nin, Märta Tikkanen och Alice Walker samt böcker om katter.